# Kwak Jae-yong
Kwak Jae-yong (* 22. Mai 1959 in Suwon) ist ein südkoreanischer Filmregisseur und Drehbuchautor.
Er studierte an der Kyung-Hee-Universität Physik. Seine Filmkarriere begann leidlich erfolgreich mit Watercolor Painting in a Rainy Day aber der Misserfolg der nächsten beiden Streifen hinderte ihn acht Jahre daran sein Schaffen fortzusetzen. 2001 gelang ihm aber der Durchbruch mit My Sassy Girl mit Jun Ji-hyun. Er ist bekannt für seinen Hang zu Liebesgeschichten. Auch Windstruck war eine romantische Komödie mit Jun Ji-hyun.

## Filmographie (Auswahl)
- 1989: Watercolor Painting in a Rainy Day
- 1992: Autumn Trip
- 1993: Watercolor Painting in a Rainy Day 2
- 2001: My Sassy Girl
- 2003: The Classic
- 2004: Windstruck
- 2008: My Girlfriend is a Cyborg (Boku no Kanojo wa Saibōgu)
- 2008: All About Women
- 2012: Wearing Flower Shoes
- 2014: Meet Miss Anxiety
- 2016: Crying Out In Love
- 2016: Time Renegades
- 2017: Colors Of Wind